# Andreï Kontchalovski
Pour les articles homonymes, voir Mikhalkov.
Andreï Kontchalovski (en russe : Андрей Кончаловский ; parfois transcrit Andrei Konchalovsky à l'anglo-saxonne, du fait de sa carrière hollywoodienne), né Andreï Sergueïevitch Mikhalkov (en russe : Андрей Сергеевич Михалков) le 20 août 1937 à Moscou, est un scénariste, réalisateur, producteur, acteur et compositeur russe.

## Biographie
Né dans une famille d'intellectuels et d'artistes, Andreï Mikhalkov prend comme pseudonyme le nom de son grand-père maternel, le peintre Piotr Kontchalovski. Il est le fils de l'écrivain Sergueï Mikhalkov, et le frère du cinéaste Nikita Mikhalkov.
Se destinant à une carrière de pianiste, il étudie dix ans durant au Conservatoire de Moscou. Sa rencontre en 1960 avec Andreï Tarkovski, avec qui il coécrit plusieurs scénarios (Le Rouleau compresseur et le Violon, L'Enfance d'Ivan, Andreï Roublev), l'oriente vers le cinéma. Il signe par la suite une trentaine de scénarios. Il est l'auteur entre autres de la série racontant les aventures du tchékiste Tchadiarov La Fin de l'ataman (Chaken Aïmanov (ru), 1970) et Transsibérien (Eldor Ourazbaïev, 1977), mettant en vedette Assanali Achimov.
Son premier long-métrage, Le Premier Maître (1964) reçoit un accueil favorable en Union soviétique et est projeté dans de nombreux festivals internationaux. Son deuxième film, Le Bonheur d'Assia (1967), est censuré par les autorités soviétiques, car la peinture trop réaliste de la misère paysanne ne correspondait pas à la vision officielle des kolkhozes. Sorti vingt ans plus tard, le film sera considéré comme son chef-d'œuvre.
Cinéaste prolifique, Kontchalovski se tourne alors vers l'adaptation de classiques russes, Tourgueniev et Tchekhov, avant de réaliser la fresque épique Sibériade qui remporte un succès d'estime ainsi que le prix spécial du jury au Festival de Cannes 1979, rendant possible son exil aux États-Unis en 1980.
Ses réalisations hollywoodiennes les plus populaires sont Runaway Train (1985) avec Jon Voight, Eric Roberts et Rebecca de Mornay - sur un scénario original de Kurosawa - et Tango et Cash (1989) avec Sylvester Stallone et Kurt Russell. Kontchalovski retourne s'établir en Russie dans les années 1990, bien qu'il continue à produire des films historiques pour la télévision américaine (L'Odyssée en 1997, Le Lion en hiver en 2003).
En Russie, il tourne Le Cercle des intimes (1991) qui met en scène le projectionniste de Staline et pose la question de la collusion avec le totalitarisme, puis Riaba ma poule (1994) où l'on retrouve les personnages du Bonheur d'Assia dans la Russie post-soviétique.
Son long-métrage La Maison de fous (2002), décrivant la vie d'un asile psychiatrique en Tchétchénie, lui vaut le Grand prix du jury à la Mostra de Venise. Il obtient ensuite le Lion d'argent du meilleur réalisateur pour Les Nuits blanches du facteur (2014), narrant la vie d'un facteur qui est le seul lien entre les habitants d'un village reculé de Russie et le monde extérieur. En 2016, il reçoit de nouveau cette récompense pour le film Paradis.
Son long-métrage Chers Camarades ! (2020), qui évoque une grève réprimée violemment par le régime soviétique avant d'être, pendant des décennies, effacée de l'histoire officielle, remporte un prix spécial de jury à la Mostra de Venise 2020 et le Silver Hugo du meilleur réalisateur au Festival international du film de Chicago.
« Sa personnalité changeante échappe aux clichés, mais aussi aux prises de position claires, fluctuant entre critique et nostalgie. Son style va du réalisme pur, à l'ironie de la satire et aux excès du grotesque ».

## Filmographie

### Réalisateur
Longs métrages
- 1965 : Le Premier Maître (Первый учитель)
- 1966 : Le Bonheur d'Assia (История Аси Клячиной, которая любила, да не вышла замуж)
- 1969 : Un nid de gentilshommes (Дворянское гнездо)
- 1970 : Oncle Vania (Дядя Ваня)
- 1974 : La Romance des amoureux (Романс о влюбленных)
- 1979 : Sibériade (Сибириада)
- 1984 : Maria's Lovers
- 1985 : Runaway Train
- 1986 : Duo pour une soliste (Duet for One)
- 1987 : Le Bayou (Shy People)
- 1989 : Voyageurs sans permis (Homer and Eddie)
- 1989 : Tango et Cash (Tango and Cash) co-réalisé avec Albert Magnoli
- 1991 : Le Cercle des intimes (Ближний круг, Blijniy kroug)
- 1994 : Riaba ma poule (Курочка Ряба, Kourotchka Riaba)
- 2002 : La Maison de fous (Дом дураков, Dom Dourakov)
- 2007 : Gloss (Глянец, Glyanets)
- 2010 : Casse-Noisette en 3D (The Nutcracker in 3D)
- 2014 : Les Nuits blanches du facteur (Белые ночи почтальона Алексея Тряпицына, Belye nochi pochtalona Alekseya Tryapitsyna)
- 2014 : La Bataille pour l'Ukraine[5] (Битва за Украину, Bitva za Ukrainou) (documentaire)
- 2016 : Paradis (Рай, Raï)
- 2019 : Michel-Ange (Il peccato)
- 2020 : Chers Camarades ! (Дорогие товарищи, Dorogie tovarishchi)
- 2020 : Homo Sperans (Человек неунывающий, Tchelovek neounyvayoushchiy) (documentaire)

Courts métrages
- 1961 : Le Garçon et le Pigeon (Мальчик и голубь)
- 1982 : Split Cherry Tree
- 1996 : Lumière et Compagnie - segment
- 2007 : Chacun son cinéma - segment Dans le noir

Télévision
- 1997 : L'Odyssée (The Odyssey)
- 2003 : Le Lion en hiver
- 2024 : Chroniques de la révolution russe (ru) (Хроники русской революции)

### Scénariste
- 1960 : Le Rouleau compresseur et le Violon (Katok i skripka)
- 1961 : Le Garçon et le Pigeon (Maltchik i goloub)
- 1962 : L'Enfance d'Ivan (Ivanovo detstvo)
- 1965 : Le Premier Maître (Perviy outchitel)
- 1968 : Tachkent, ville du pain (Tachkent - gorod khlebny)
- 1969 : Pesn o Manchouk
- 1969 : Un nid de gentilshommes (Dvorianskoe gnezdo), d'après Tourgueniev
- 1969 : Andreï Roublev (Andreï Roubliov)
- 1970 : La Fin de l'ataman (Konets atamana)
- 1970 : Oncle Vania (Diadia Vania), d'après Tchekhov
- 1972 : Jdiom tebia, paren...
- 1972 : La septième balle (Sedmaïa poulia)
- 1972 : Les Joies fortuites (Netchaïannye radosti)
- 1974 : Lioutiy
- 1976 : Esclave de l'amour (Раба любви)
- 1977 : Transsibérien (Транссибирский экспресс, Transsibirskiy express)
- 1978 : Le Sang et la sueur (Krov i pot)
- 1979 : Sibériade (Sibiriada)
- 1984 : Maria's Lovers
- 1986 : Duo pour une soliste (Duet for One)
- 1987 : Le Bayou (Shy People)
- 1991 : Le Cercle des intimes (The Inner Circle)
- 1994 : Riaba ma poule (Kourotchka Riaba)
- 2002 : La Maison de fous (Дом дураков, Dom Dourakov)
- 2005 : Moscow Chill

### Producteur
- 1994 : Riaba ma poule (Kourotchka Riaba)
- 2002 : La Maison de fous (Дом дураков, Dom Dourakov)
- 2005 : Moscow Chill

### Acteur
- 1962 : L'Enfance d'Ivan (Ivanovo detstvo) : un soldat
- 1964 : J'ai vingt ans : Youri

### Compositeur
- 1984 : Maria's Lovers

## Mises en scène au théâtre
- 1988 : La Mouette de Tchekhov, avec Juliette Binoche, André Dussollier, théâtre de l'Odéon.

## Récompenses
- 1979 : Grand prix spécial du jury au Festival de Cannes pour Sibériade
- 1989 : Coquille d'or au Festival de Saint-Sébastien pour Voyageurs sans permis
- 2002 : Grand prix du jury à la Mostra de Venise pour La Maison de fous
- 2014 : Lion d'argent du meilleur réalisateur à la Mostra de Venise pour Les Nuits blanches du facteur
- 2016 : Lion d'argent du meilleur réalisateur à la Mostra de Venise pour Paradis
- 2019 : prix couronnant sa carrière au Festival du film Nuits noires de Tallinn[6]

## Vie privée
Andreï Kontchalovski s'est marié cinq fois. En premières noces, avec Irina Kandat. De sa seconde épouse, Natalia Arinbassarova, originaire du Kazakhstan, il a eu un fils, Yegor (1966); il divorça l'année suivante. En 1969, il épousa en troisièmes noces Viviane Godet, fille ainée de Robert J. Godet, dont il a une fille, Alexandra (1971). Ils divorcèrent en 1980. Puis, en 1990, il épousa en quatrièmes noces la journaliste Irina Ivanova, qui lui donna deux filles, Elena et Natacha, et à qui il a confié des rôles dans ses derniers films. 
Aujourd'hui il est marié avec l'actrice Ioulia Vyssotskaïa. Ils ont deux enfants : Maria et Piotr.